# Bale Musara
Bale Musara is een bestuurslaag in het regentschap Bener Meriah van de provincie Atjeh, Indonesië. Bale Musara telt 318 inwoners (volkstelling 2010).